# Liste von Bahnstromanlagen in Deutschland

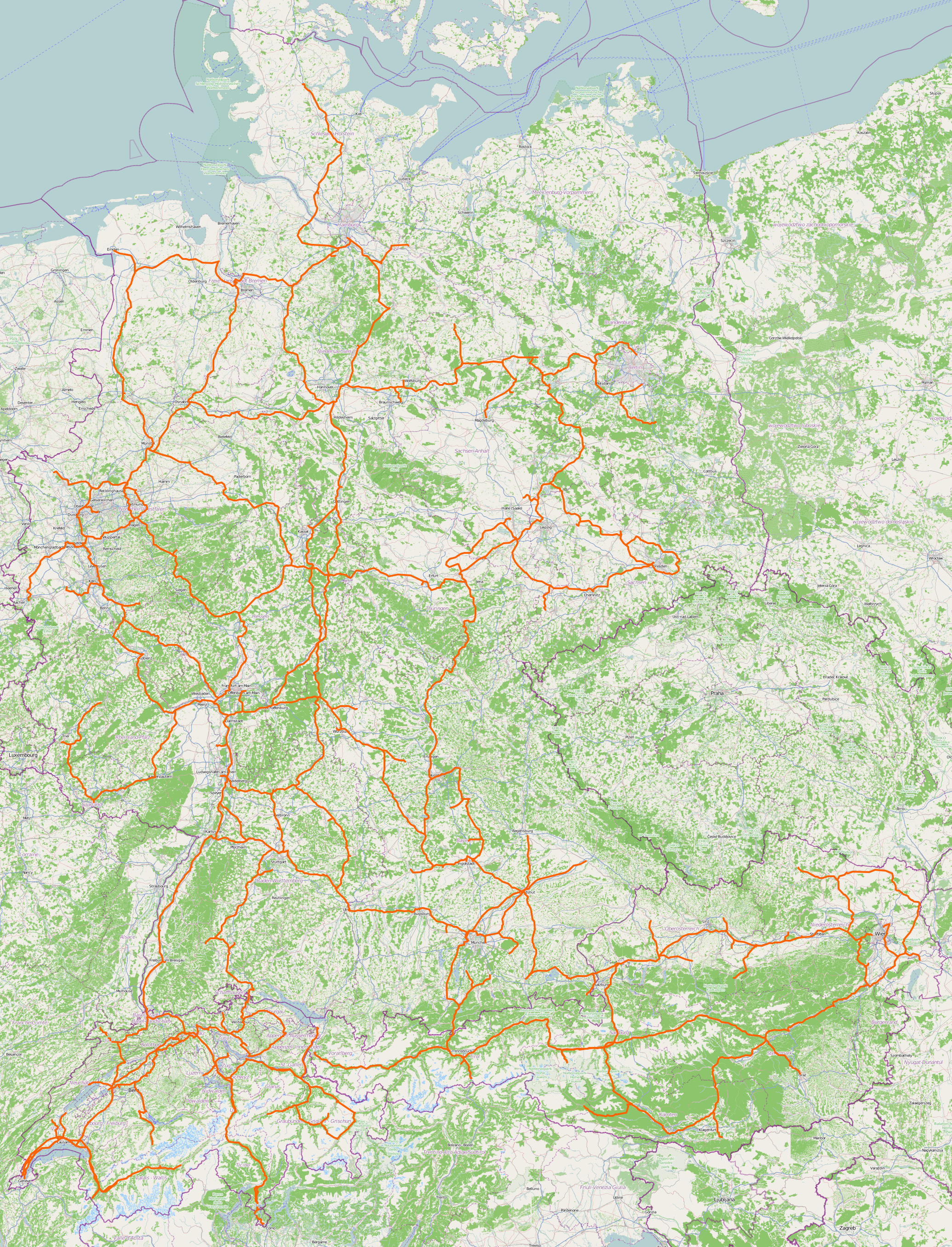
Karte des mitteleuropäischen Bahnstromnetzes (Stand: 2013)

Diese Liste bietet eine Übersicht über die Kraftwerke und Schaltanlagen für das Bahnstromnetz in Deutschland.

## Kraftwerke
Diese Liste enthält aktuelle und historische Kraftwerke mit Bahnstromgeneratoren. Umformer oder Umrichter am gleichen Standort, die die Generatoren ergänzt oder ersetzt haben, werden in der nächsten Liste aufgeführt.
| Anlage               | Inbetriebnahme | Außerbetriebnahme | Leistung (Bahnstrom) | Art der Anlage        | Ort                                     | Lage                         | Bemerkung                                                  |
| -------------------- | -------------- | ----------------- | -------------------- | --------------------- | --------------------------------------- | ---------------------------- | ---------------------------------------------------------- |
| Bad Abbach-Oberndorf | 2000           |                   | 03,5 MW              | Wasserkraftwerk       | Bad Abbach, Bayern                      | 48° 56′ 39″ N, 12° 1′ 13″ O  | Donau; Direkte Einspeisung in Oberleitung                  |
| Aschaffenburg        | 1961           | 1996              | 150 MW               | Kohlekraftwerk        | Aschaffenburg, Bayern                   | 49° 58′ 6″ N, 9° 5′ 43″ O    | stillgelegt                                                |
| Aufkirchen           | 1924           |                   | 027 MW               | Wasserkraftwerk       | Oberding, Bayern                        | 48° 18′ 19″ N, 11° 51′ 28″ O | Mittlere-Isar-Kanal                                        |
| Bergheim             | 1970           |                   | 023,7 MW             | Wasserkraftwerk       | Bergheim, Bayern                        | 48° 45′ 3″ N, 11° 16′ 23″ O  | Donau                                                      |
| Bertoldsheim         | 1967           |                   | 018,9 MW             | Wasserkraftwerk       | Rennertshofen, Bayern                   | 48° 44′ 9″ N, 11° 1′ 15″ O   | Donau                                                      |
| Bittenbrunn          | 1969           |                   | 020,2 MW             | Wasserkraftwerk       | Bittenbrunn, Bayern                     | 48° 44′ 4″ N, 11° 8′ 37″ O   | Donau                                                      |
| Datteln              | 1964           | 2014              | 303 MW               | Kohlekraftwerk        | Datteln, Nordrhein-Westfalen            | 51° 37′ 48″ N, 7° 19′ 53″ O  | Bahnstromerzeugung eingestellt; Blöcke 1 bis 3 stillgelegt |
| Eitting              | 1925           |                   | 026 MW               | Wasserkraftwerk       | Eitting, Bayern                         | 48° 21′ 32″ N, 11° 52′ 58″ O | Mittlere-Isar-Kanal                                        |
| Frankfurt            | 1966           |                   | 012 MW               | Thermisches Kraftwerk | Frankfurt am Main, Hessen               | 50° 5′ 49″ N, 8° 39′ 5″ O    | stillgelegt                                                |
| Ingolstadt           | 1971           |                   | 019,8 MW             | Wasserkraftwerk       | Ingolstadt, Bayern                      | 48° 45′ 1″ N, 11° 24′ 43″ O  | Donau                                                      |
| Kammerl              | 1905           | 2013              | 00,4 MW              | Wasserkraftwerk       | Saulgrub, Bayern                        | 47° 39′ 42″ N, 10° 59′ 13″ O | Alpen; Bahnstromerzeugung eingestellt                      |
| Kirchmöser           | 1994           |                   | 160 MW               | Gasturbinenkraftwerk  | Brandenburg an der Havel, Brandenburg   | 52° 23′ 41″ N, 12° 25′ 5″ O  |                                                            |
| Langenprozelten      | 1976           |                   | 160 MW               | Pumpspeicherkraftwerk | Gemünden am Main, Bayern                | 50° 3′ 11″ N, 9° 34′ 53″ O   |                                                            |
| Lausward             | 1957           |                   |                      | Kohlekraftwerk        | Düsseldorf, Nordrhein-Westfalen         | 51° 13′ 15″ N, 6° 43′ 54″ O  | Gas- und Dampfturbinenkraftwerk (GuD) seit 1998            |
| Lünen                | 1984           | 2018              | 110 MW               | Kohlekraftwerk        | Lünen, Nordrhein-Westfalen              | 51° 36′ 52″ N, 7° 28′ 53″ O  |                                                            |
| Mannheim             | 1955           |                   | 190 MW               | Kohlekraftwerk        | Mannheim, Baden-Württemberg             | 49° 26′ 37″ N, 8° 30′ 10″ O  | drei Generatoren an Dampfsammelschiene                     |
| Mittelsteine         | 1912           | 1945              | 024 MW               | Kohlekraftwerk        | Mittelsteine, Niederschlesien (Preußen) | 50° 30′ 21″ N, 16° 23′ 41″ O | Demontage 1945                                             |
| Muldenstein          | 1912           | 1994              | 034 MW (3×11,3 MW)   | Kohlekraftwerk        | Muldenstein, Sachsen-Anhalt             | 51° 39′ 26″ N, 12° 20′ 59″ O | stillgelegt                                                |
| Mittelsbüren         | 1964           | 2013              | 210 MW               | Gaskraftwerk          | Bremen, Bremen                          | 53° 7′ 44″ N, 8° 41′ 0″ O    | Bahnstromerzeugung eingestellt                             |
| Neckarwestheim       | 1976           | 2011              | 152 MW               | Kernkraftwerk         | Neckarwestheim, Baden-Württemberg       | 49° 2′ 24″ N, 9° 10′ 20″ O   | Bahnstromerzeugung eingestellt; stillgelegt                |
| Pfrombach            | 1929           |                   | 022,3 MW             | Wasserkraftwerk       | Pfrombach, Bayern                       | 48° 26′ 29″ N, 11° 59′ 34″ O | Mittlere-Isar-Kanal                                        |
| Saalachkraftwerk     | 1912           |                   | 07,2 MW              | Wasserkraftwerk       | Bad Reichenhall, Bayern                 | 47° 43′ 5″ N, 12° 51′ 47″ O  | Alpen                                                      |
| Schkopau             | 1995           |                   | 110 MW               | Kohlekraftwerk        | Schkopau, Sachsen-Anhalt                | 51° 23′ 54″ N, 11° 57′ 1″ O  |                                                            |
| Stuttgart-Münster    | 1933           | 1976              |                      | Kohlekraftwerk        | Stuttgart, Baden-Württemberg            | 48° 48′ 55″ N, 9° 13′ 16″ O  | Bahnstromerzeugung eingestellt                             |
| Vohburg              | 1992           |                   | 023,3 MW             | Wasserkraftwerk       | Vohburg, Bayern                         | 48° 46′ 41″ N, 11° 36′ 4″ O  | Donau                                                      |
| Walchensee           | 1924           |                   | 052 MW               | Wasserkraftwerk       | Kochel am See, Bayern                   | 47° 37′ 47″ N, 11° 20′ 15″ O | Alpen                                                      |

Stillgelegte Kraftwerke für Bahnstrom 25 Hz:
- Kraftwerk Altona zur Versorgung der Hamburger S-Bahn und Altonaer Hafenbahn (1908–1955)

## Zentrale Bahnstromumformerwerke (einschließlich zentraler Bahnstromumrichterwerke)
In diesen Anlagen wird Drehstrom aus dem öffentlichen Netz in Bahnstrom umgewandelt und in das Bahnstromnetz eingespeist. Bei manchen Anlagen erfolgt auch eine direkte Einspeisung in die Oberleitung. Die Umformung kann mittels elektrischer Maschinen (rotierende Umformer) oder auf elektronischem Weg (statische Umrichter) erfolgen.
| Anlage                    | Inbetriebnahme         | Außerbetriebnahme | Maximale Übertragungsleistung   | Angewandte Technik                    | Bundesland Lage                                 | Bemerkung |
| ------------------------- | ---------------------- | ----------------- | ------------------------------- | ------------------------------------- | ----------------------------------------------- | --- |
| Aschaffenburg             | 2010                   |                   | 60 MW (2×30 MW)                 | Umrichter: (mutmaßlich GTO)-Thyristor | Bayern 49° 59′ 8″ N, 9° 5′ 33″ O                | Hersteller: ConverTeam (heute GE Power Conversion) |
| Borken                    |                        |                   | 25 MW (2×12,5 MW) (2011: 33 MW) | Umformer                              | Hessen 51° 3′ 7″ N, 9° 17′ 1″ O                 | |
| Bremen                    | 1996                   |                   | 100 MW (1×100 MW)               | Umrichter: GTO-Thyristor              | Bremen 53° 7′ 50″ N, 8° 40′ 49″ O               | Hersteller: ABB |
| Bremen                    | 2013                   |                   | 120 MW (80 MW + 40 MW)          | Umrichter: IGCT                       | Bremen 53° 7′ 49″ N, 8° 40′ 52″ O               | Hersteller: ABB |
| Chemnitz                  | 1965                   | 2005              | 50 MW (2×25 MW)                 | Umformer                              | Sachsen 50° 51′ 42″ N, 12° 56′ 18″ O            | stillgelegt (05.04.2016: EBA-Plangenehmigung zum ersatzlosen Abbruch) |
| Datteln                   | 2014                   |                   | 400 MW (4×100 MW)               | Umrichter                             | Nordrhein-Westfalen 51° 37′ 54″ N, 7° 20′ 18″ O | Hersteller: ABB |
| Dresden-Niedersedlitz     | 1977                   |                   | 90 MW (3×30 MW)                 | Umformer                              | Sachsen 50° 59′ 40″ N, 13° 50′ 6″ O             | Umformer 2 seit 2005 außer Betrieb |
| Düsseldorf-Gerresheim     | 1999                   |                   | 30 MW (2×15 MW)                 | Umrichter; Alstom: GTO?, ABB: IGCT    | Nordrhein-Westfalen 51° 13′ 13″ N, 6° 43′ 48″ O | Hersteller: ABB und Alstom (heute GE Power Conversion); Pilotprojekt 15-MW-Standardumrichter |
| Hamburg-Harburg           |                        |                   | 70 MW (2×35 MW)                 | Umformer Elin                         | Hamburg 53° 26′ 55″ N, 10° 0′ 6″ O              | Außer Betrieb seit 2004. Wiederinbetriebnahme E2 2026 geplant. |
| Hof (OT: Unterkotzau)     | 2013/2014              |                   | 37 MW                           | Umformer                              | Bayern 50° 20′ 40″ N, 11° 54′ 55″ O             | 2 × 18,5 MW (aus dem 50-Hz-Netz der E.ON) |
| Jübek                     | 1996                   | 2011              | 12 MW (1×12 MW)                 | Umrichter                             | Schleswig-Holstein 54° 33′ 25″ N, 9° 24′ 34″ O  | erster Bahnstromumrichter; konnte im Fall einer Netzteilung auch dezentral betrieben werden. Außer Betrieb seit Oktober 2011 und ersetzt durch benachbartes 2x15-MW-Unterwerk (Anbindung an zentrales 110-kV-Netz per Stichleitung von Hamburg) |
| Karlsfeld                 | 1999                   |                   | 100 MW (2×50 MW)                | Umrichter: IGCT/GTO-Thyristor         | Bayern 48° 12′ 57″ N, 11° 26′ 6″ O              | Hersteller: ABB, Betreiber: E.ON Erneuerung, einschließlich Neubau eines dritten Umrichters, wurde 2022 ausgeschrieben |
| Karlsruhe                 | 1957                   |                   | 53 MW (2×26,5 MVA)              | Umformer                              | Baden-Württemberg 48° 58′ 51″ N, 8° 22′ 35″ O   | |
| Köln (alt)                | 1957                   |                   | 75 MW (3×25 MW)                 | Umformer                              | Nordrhein-Westfalen 50° 54′ 14″ N, 7° 2′ 55″ O  | |
| Köln (Ersatz)             | 2010                   |                   | 64 MW (2×32 MW)                 | Umrichter                             | Nordrhein-Westfalen 50° 54′ 13″ N, 7° 3′ 3″ O   | Hersteller: ConverTeam (heute GE Power Conversion) |
| Lehrte (alt)              | 1984                   | 2004              | 37 MW                           | Umformer                              | Niedersachsen 52° 22′ 54″ N, 9° 57′ 15″ O       | stillgelegt wegen Schaden, Wiederinbetriebnahme in Prüfung. |
| Lehrte Umformer           | 1963                   |                   | 25 MW                           | Umformer                              | Niedersachsen 52° 22′ 54″ N, 9° 57′ 15″ O       | Hersteller: BBC |
| Lehrte (Ersatz)           | 2010                   |                   | 64 MW (2×32 MW)                 | Umrichter                             | Niedersachsen 52° 22′ 55″ N, 9° 57′ 20″ O       | Hersteller: ConverTeam (heute GE Power Conversion) |
| Limburg                   | 2002                   |                   | 120 MW (8×15 MW)                | Umrichter: IGCT                       | Hessen 50° 24′ 21″ N, 8° 4′ 3″ O                | Hersteller: ABB; Zwei Umrichter erst ab 2005 |
| Mannheim                  |                        |                   | 120 MW (1×120 MW)               | Umrichter                             | Baden-Württemberg 49° 26′ 43″ N, 8° 30′ 11″ O   | Hersteller: GE Power Conversion |
| Marl                      | 1963                   | 2005              | 25 MW (1×25 MW)                 | Umformer                              | Nordrhein-Westfalen 51° 39′ 40″ N, 7° 10′ 47″ O | stillgelegt |
| Neckarwestheim (alt)      | 1989                   | 2011              | 140 MW (2×70 MW)                | Umformer                              | Baden-Württemberg 49° 2′ 22″ N, 9° 10′ 40″ O    | stillgelegt |
| Neckarwestheim (neu)      | 2011                   |                   | 150 MW (2×75 MW)                | Umrichter: IGCT                       | Baden-Württemberg 49° 2′ 16″ N, 9° 10′ 40″ O    | Hersteller: ABB; Ersatz für Generator (Block 1) und Umformer (Block 2) des GKN |
| Neu-Ulm                   | 1972                   |                   | 66,6 MVA (2×33,3 MVA)           | Umformer                              | Bayern 48° 23′ 51″ N, 10° 1′ 16″ O              | |
| Neumünster                | 2015                   |                   | 70 MW (2×35 MW)                 | Umrichter                             | Schleswig-Holstein 54° 6′ 33″ N, 9° 56′ 49″ O   | Hersteller: ABB |
| Nürnberg-Gebersdorf (alt) | 1939                   | 2012              | 46 MW (4×8,5 MW + 12 MW)        | Umformer                              | Bayern 49° 25′ 48″ N, 11° 0′ 18″ O              | stillgelegt; ab 1998 wurde der umgebaute Umrichter aus Muldenstein mit 12 MW hier betrieben |
| Nürnberg-Gebersdorf (neu) | 2012                   |                   | 75 MVA (2×37,5 MVA)             | Umrichter: Modularer Multilevel IGBT  | Bayern 49° 25′ 22″ N, 11° 0′ 27″ O              | Hersteller: Siemens; Eigentümer: Uniper Kraftwerk Franken |
| Pforzheim                 | 1932                   |                   | 3,1 MW                          | Umrichter: Quecksilberdampf Röhren    | Baden-Württemberg                               | Hersteller: BBC; stillgelegt |
| Saarbrücken               | 1968                   |                   | 66,6 MVA (2×33,3 MVA)           | Umformer                              | Saarland 49° 14′ 37″ N, 6° 58′ 35″ O            | |
| Singen                    |                        | 2002              |                                 | Umformer                              | Baden-Württemberg 47° 45′ 29″ N, 8° 52′ 54″ O   | 2002 stillgelegt; Standort für ein fahrbares Umrichterwerk |
| Stendal                   | Baubeginn 2025 geplant |                   |                                 | Umrichter                             | Sachsen-Anhalt                                  | geplantes Umrichterwerk mit einer Einspeiseleistung von 120 MW (3×40 MW), mit Reservefeldern zur zukünftigen direkten Einspeisung erneuerbarer Energien                                                                                         |
| Thyrow                    | 2004                   |                   | 120 MW (8×15 MW)                | Umrichter: GTO-Thyristor              | Brandenburg 52° 14′ 0″ N, 13° 18′ 10″ O         | Hersteller: Alstom (heute GE Power Conversion); Zwei Umrichter erst ab 2005 |
| Weimar                    | 1973                   | vor 1998          |                                 | Umformer                              | Thüringen 50° 59′ 27″ N, 11° 20′ 30″ O          | sowohl zentral als auch dezentral genutzt; stillgelegt und abgerissen |

## Dezentrale Bahnstromumformerwerke (einschließlich dezentraler Bahnstromumrichterwerke)
In diesen Anlagen wird Drehstrom aus dem öffentlichen Netz in Bahnstrom umgewandelt und in die Oberleitung eingespeist.
Folgende Umformerwerke stammen aus dem zum großen Teil durch Umformung aus dem 50-Hertz-Landesnetz direkt gespeisten Netz der Deutschen Reichsbahn und wurden zunächst im Dreischichtbetrieb in Zwei-Mann-Besetzung, später Ein-Mann-Besetzung, und ab Mitte der 1990er Jahre zum Teil ferngesteuert betrieben. Die Umrichterwerke entstammen jüngerer Zeit und ersetzen sie zunehmend bzw. werden deutschlandweit neu errichtet.
| Anlage                                     | Inbetriebnahme | Außerbetriebnahme | Maximale Übertragungsleistung | Angewandte Technik                                                         | Lage                                                | Bemerkung |
| ------------------------------------------ | -------------- | ----------------- | ----------------------------- | -------------------------------------------------------------------------- | --------------------------------------------------- | --- |
| Adamsdorf (alt)                            | 15.12.1984     | 2015              | 24 MW (3×8 MW)                | Rotierende Umformer                                                        | Mecklenburg-Vorpommern 53° 24′ 31″ N, 13° 2′ 43″ O  | Typ Löwenberg. Ersetzt durch benachbartes Urw |
| Adamsdorf (neu)                            | 2012           |                   | 30 MW (2×15 MW)               | Statische Umrichter; Sitras SFC plus dezentral Betrieb durch Fernsteuerung | Mecklenburg-Vorpommern 53° 24′ 30″ N, 13° 2′ 49″ O  | Hersteller: Siemens; bis 2015 Probebetrieb parallel zum benachbarten Ufw |
| Anklam                                     | 26.9.1988      | 2002              | 16 MW (2×10 MVA)              | Rotierende Umformer                                                        | Mecklenburg-Vorpommern 53° 50′ 46″ N, 13° 43′ 0″ O  | Typ Schwerin. 2007 abgerissen; ersetzt durch Autotransformatoren zwischen Stralsund und Prenzlau. |
| Basel                                      | 1936           | 1956              | 05,4 MW                       | Quecksilberdampfgleichrichter                                              | Baden-Württemberg                                   | Hersteller: AEG; Weltweit erster Umrichter im Regelbetrieb; Speiste Wiesen- und Wehratalbahn im Inselbetrieb.                                                                                             |
| Berlin-Rummelsburg                         | 29.9.1984      | 2013              | 32 MW (4×8 MW)                | Rotierende Umformer                                                        | Berlin 52° 29′ 12″ N, 13° 30′ 33″ O                 | Typ Löwenberg. Letztes ständig besetztes Umformerwerk; 2011 stillgelegt und ersetzt durch Uw Schönefeld, Sp Grünauer Kreuz und Sp Ostkreuz                                                                |
| Bützow                                     | 12.8.1988      |                   | 24 MW (3×8 MW)                | Rotierende Umformer Betrieb durch Fernsteuerung                            | Mecklenburg-Vorpommern 53° 49′ 30″ N, 11° 59′ 3″ O  | Typ Schwerin. Ein Ersatz-Urw ist bei GE Power Conversion bestellt und soll Anfang 2017 in Betrieb gehen.                                                                                                  |
| Cottbus (alt)                              | 27.9.1989      | 2013              | 32 MW (4×8 MW)                | Rotierende Umformer Betrieb durch Fernsteuerung                            | Brandenburg 51° 45′ 0″ N, 14° 17′ 12″ O             | Typ Schwerin. Ersetzt durch benachbartes Urw. |
| Cottbus (neu)                              | 2013           |                   | 30 MW (2×15 MW)               | Statische Umrichter, Sitras SFC plus dezentral                             | Brandenburg 51° 45′ 3″ N, 14° 17′ 11″ O             | Hersteller: Siemens |
| Doberlug-Kirchhain (alt)                   | 30.5.1981      | 2008              |                               | Rotierende Umformer                                                        | Brandenburg 51° 38′ 49″ N, 13° 34′ 51″ O            | Typ Wittenberg. Ersetzt durch benachbartes Urw. |
| Doberlug-Kirchhain (neu)                   | 2008           |                   | 30 MW (2×15 MW)               | Statische Umrichter Betrieb durch Fernsteuerung                            | Brandenburg 51° 38′ 45″ N, 13° 34′ 49″ O            | Hersteller: ABB |
| Eberswalde                                 | 18.12.1987     | 2004              | 24 MW (3×8 MW)                | Rotierende Umformer                                                        | Brandenburg 52° 50′ 40″ N, 13° 48′ 1″ O             | Typ Schwerin. Ersetzt durch Uw Karow. |
| Falkenberg                                 | 29.10.1987     | 2002              | 32 MW (4×8 MW)                | Rotierende Umformer Betrieb durch Fernsteuerung                            | Brandenburg 51° 34′ 50″ N, 13° 15′ 26″ O            | Typ Schwerin. Durch Versorgung des Speisebereichs aus zentralem Netz 2002 außer Betrieb; Abriss 2008 |
| Frankfurt/Oder (alt)                       | Dezember 1990  | 2013              | 32 MW (4×8 MW)                | Rotierende Umformer                                                        | Brandenburg 52° 21′ 18″ N, 14° 28′ 43″ O            | Typ Schwerin. Ersetzt durch ca. 2 km südlich gelegenes Urw |
| Frankfurt/Oder (neu)                       | 2013           |                   | 30 MW (2×15 MW)               | Statische Umrichter; Sitras SFC plus dezentral                             | Brandenburg 52° 20′ 22″ N, 14° 28′ 46″ O            | Hersteller: Siemens |
| Halle (Saale)                              | 30.12.1985     | vor 1998          | 32 MW (4×8 MW)                | Rotierende Umformer                                                        | Sachsen-Anhalt 51° 29′ 53″ N, 12° 0′ 30″ O          | Typ Löwenberg. |
| Hof                                        | 2013           |                   | 30 MW (2×15 MW)               | Statische Umrichter                                                        | Bayern 50° 20′ 44″ N, 11° 55′ 0″ O                  | Hersteller: ABB; Frequenz synchron zum zentralen Netz; Elektrifizierung Bahnhof Reichenbach (Vogtl) ob Bf – Hof                                                                                           |
| Lalendorf                                  | 31.5.1985      | 2003              | 24 MW (3×8 MW)                | Rotierende Umformer                                                        | Mecklenburg-Vorpommern 53° 45′ 15″ N, 12° 23′ 54″ O | Typ Löwenberg. Abgerissen. |
| Leutkirch im Allgäu                        | 2020           |                   | 30 MW (2x15 MW)               | Statischer Umrichter                                                       | Baden-Württemberg 47° 49′ 20″ N, 9° 59′ 50″ O       | zur Versorgung der Ausbaustrecke Geltendorf–Memmingen–Lindau, Hersteller Siemens, speist auch Autotransformatorensystem                                                                                   |
| Löwenberg                                  | 14.12.1983     | 2004              | 24 MW (3×8 MW)                | Rotierende Umformer                                                        | Brandenburg 52° 54′ 5″ N, 13° 11′ 18″ O             | Typwerk für Einheits-dUfw der 2. Generation. Ersetzt durch Uw Karow. |
| Lohsa                                      | 30.09.2015     |                   | 45 MW (3×15 MW)               | Statische Umrichter                                                        | Sachsen 51° 24′ 12″ N, 14° 22′ 15″ O                | Hersteller: GE Power Conversion; Elektrifizierung polnische Grenze – Horka – Knappenrode |
| Ludwigsfelde (Unterwerk Genshagener Heide) | 24.9.1981      | 2002              | 32 MW (4×8 MW)                | Rotierende Umformer                                                        | Brandenburg 52° 18′ 17″ N, 13° 16′ 31″ O            | Typ Wittenberg. Abgerissen; ersetzt durch Uw Genshagener Heide. |
| Lübeck-Genin                               | 2008           |                   | 30 MW (2×15 MW)               | Statische Umrichter                                                        | Schleswig-Holstein 53° 50′ 21″ N, 10° 39′ 14″ O     | Hersteller: ABB; Frequenz synchron zum zentralen Netz |
| Lutherstadt Wittenberg                     | 20.12.1978     | vor 1998          | 32 MW (4×8 MW)                | Rotierende Umformer                                                        | Sachsen-Anhalt 51° 52′ 30″ N, 12° 41′ 20″ O         | Typwerk für Einheits-dUfw der 1. Generation. Ersetzt durch Uw Klebitz. |
| Magdeburg                                  | 1974           | 2004              |                               | Rotierende Umformer Betrieb durch Fernsteuerung                            | Sachsen-Anhalt 52° 9′ 14″ N, 11° 39′ 40″ O          | abgerissen; ersetzt durch Uw Magdeburg |
| Muldenstein                                | 1994           | 1998              | 12 MW (1×12 MW)               | Statischer Umrichter                                                       | Sachsen-Anhalt 51° 39′ 26″ N, 12° 20′ 59″ O         | Hersteller: Siemens; erster deutscher Halbleiter-Umrichter; Versuchsbetrieb im dezentralem Netz (in Muldenstein gab es damals noch kein Unterwerk des zentralen Netzes); vor 1998 umgesetzt nach Nürnberg |
| Neustadt (Dosse)                           |                |                   | 24 MW (3×8 MW)                | Rotierende Umformer Betrieb durch Fernsteuerung                            | Brandenburg 52° 50′ 51″ N, 12° 27′ 24″ O            | |
| Niederbiegen                               | 2021           |                   | 30 MW (2x15 MW)               | Statischer Umrichter                                                       | Baden-Württemberg 47° 50′ 16″ N, 9° 37′ 26″ O       | zur Versorgung der Württembergischem Südbahn, Hersteller GE Grid GmbH und GE Energy Power Conversion GmbH                                                                                                 |
| Oberröblingen                              | 2002           |                   |                               | Rotierende Umformer                                                        | Sachsen-Anhalt 51° 26′ 42″ N, 11° 17′ 44″ O         | |
| Prenzlau                                   | 27.5.1988      |                   | 24 MW (3×8 MW)                | Rotierende Umformer Betrieb durch Fernsteuerung                            | Brandenburg 53° 19′ 59″ N, 13° 52′ 21″ O            | Typ Schwerin. |
| Roßlau                                     |                | 2004              |                               | Rotierende Umformer Betrieb durch Fernsteuerung                            | Sachsen-Anhalt 51° 53′ 51″ N, 12° 14′ 29″ O         | ersetzt durch Uw Niemberg |
| Rostock (alt)                              | 30.9.1985      | 2015              | 24 MW (3×8 MW)                | Rotierende Umformer                                                        | Mecklenburg-Vorpommern 54° 3′ 53″ N, 12° 8′ 39″ O   | Typ Löwenberg. Ersetzt durch benachbartes Urw. |
| Rostock (neu)                              | 2012           |                   | 30 MW (2×15 MW)               | Statische Umrichter Sitras; SFC plus dezentral Betrieb durch Fernsteuerung | Mecklenburg-Vorpommern 54° 3′ 54″ N, 12° 8′ 35″ O   | Hersteller: Siemens; bis 2015 Probebetrieb parallel zum benachbarten Ufw |
| Saalach                                    | 1933           | 1935              | 01 MW                         | Quecksilberdampfgleichrichter                                              | Bayern 47° 43′ 6″ N, 12° 51′ 47″ O                  | siehe eigenen Artikel Hersteller: Siemens; Versuchsanlage; Die erfolgreichen Tests führten zur Bestellung des Umrichters in Basel.                                                                        |
| Schwerin                                   | 19.5.1987      |                   | 24 MW (3×8 MW)                | Rotierende Umformer Betrieb durch Fernsteuerung                            | Mecklenburg-Vorpommern 53° 35′ 39″ N, 11° 23′ 11″ O | Typwerk für Einheits-dUfw der 3. Generation. Ein Ersatz-Urw ist bei GE Power Conversion bestellt und soll Anfang 2018 in Betrieb gehen.                                                                   |
| Senftenberg                                | 31.3.1988      |                   | 32 MW (4×8 MW)                | Rotierende Umformer                                                        | Brandenburg 51° 31′ 58″ N, 14° 1′ 14″ O             | Typ Schwerin. Als Umformerwerk außer Betrieb seit 2015, nur noch 15-kV-Schaltposten |
| Stendal                                    | 6.1.1986       | vor 1994          |                               | Rotierende Umformer Betrieb durch Fernsteuerung                            | Sachsen-Anhalt 52° 35′ 0″ N, 11° 52′ 7″ O           | Typ Löwenberg. Ersetzt durch Uw Heeren. |
| Stralsund                                  | 26.5.1989      |                   | 32 MW (4×8 MW)                | Rotierende Umformer Betrieb durch Fernsteuerung                            | Mecklenburg-Vorpommern 54° 17′ 9″ N, 13° 5′ 23″ O   | Typ Schwerin. |
| Weimar                                     | 1973           |                   |                               | Umformer                                                                   | Thüringen 50° 59′ 28″ N, 11° 20′ 37″ O              | sowohl zentral als auch dezentral genutzt; stillgelegt und abgerissen |
| Wittenberge                                | 31.8.1987      |                   | 24 MW (3×8 MW)                | Rotierende Umformer Betrieb durch Fernsteuerung                            | Brandenburg 52° 59′ 46″ N, 11° 46′ 8″ O             | Typ Schwerin. |
| Wolkramshausen (alt)                       |                | 2002              |                               | Rotierende Umformer                                                        | Thüringen 51° 26′ 19″ N, 10° 44′ 8″ O               | ersetzt durch Umrichter |
| Wolkramshausen (Ersatz)                    | 2002           |                   | 30 MW (2×15 MW)               | Statische Umrichter                                                        | Thüringen 51° 26′ 19″ N, 10° 44′ 10″ O              | Hersteller: ABB; Frequenz synchron zum zentralen Netz |
| Wünsdorf                                   | 30.9.1982      | 2007              | 32 MW (4×8 MW)                | Rotierende Umformer                                                        | Brandenburg 52° 10′ 24″ N, 13° 27′ 42″ O            | Typ Wittenberg. Abgerissen; ersetzt durch Uw Neuhof. |
| Wustermark (Priort)                        | 15.9.1983      | vor 1998          |                               | Rotierende Umformer                                                        | Brandenburg 52° 32′ 33″ N, 12° 58′ 25″ O            | Typ Wittenberg. Abgerissen; ersetzt durch Uw Priort. |

## Grenzübertrittspunkte von Bahnstromleitungen

### Einstige innerdeutsche Grenze
Zusammenschluss 14. März 1995.
| Leitung                      | Lage                         |
| ---------------------------- | ---------------------------- |
| Lehrte – Heeren              | 52° 24′ 48″ N, 10° 59′ 34″ O |
| Bebra – Weimar               | 51° 0′ 29″ N, 10° 12′ 13″ O  |
| Steinbach am Wald – Saalfeld | 50° 27′ 52″ N, 11° 25′ 7″ O  |
| Lüneburg – Boizenburg        | 53° 23′ 44″ N, 10° 37′ 11″ O |

### Deutschland – Österreich
Zusammenschluss direkt, also galvanisch.
| Leitung                    | Lage                         |
| -------------------------- | ---------------------------- |
| Walchenseekraftwerk – Zirl | 47° 23′ 55″ N, 11° 15′ 53″ O |
| Traunstein – Steindorf     | 47° 53′ 20″ N, 12° 58′ 25″ O |

### Deutschland – Schweiz
Anschluss via Transformatoren, das Netz D&A hat 110 kV Spannung, das Netz CH jedoch 132 kV.
| Leitung             | Koordinaten                 |
| ------------------- | --------------------------- |
| Haltingen – Muttenz | 47° 34′ 53″ N, 7° 36′ 14″ O |
| Singen – Etzwilen   | 47° 42′ 49″ N, 8° 49′ 52″ O |

## Gegenseitige Kreuzungen von Bahnstromleitungen
| Leitungen                                      | Lage                        |
| ---------------------------------------------- | --------------------------- |
| Flieden–Bebra / Fulda–Mottgers                 | 50° 28′ 55″ N, 9° 40′ 52″ O |
| Bebra–Borken / Kirchheim–Körle                 | 51° 1′ 59″ N, 9° 34′ 31″ O  |
| Karlsruhe–Mühlacker / Vaihingen–Graben/Neudorf | 48° 56′ 40″ N, 8° 48′ 18″ O |
| Orscheid–Köln / Orscheid–Montabaur             | 50° 39′ 15″ N, 7° 19′ 28″ O |
| Mannheim–Neckarelz / Mannheim–Wiesental        | 49° 25′ 38″ N, 8° 34′ 9″ O  |

## Schaltwerke
Lastverteiler ohne Stromumformung, Eigenerzeugung oder Speisung in die Oberleitung
| Anlage         | Lage                         | Bemerkung |
| -------------- | ---------------------------- | --- |
| Kirchhellen    | 51° 37′ 56″ N, 6° 57′ 9″ O   | Leistungsschalter zur Abtrennung der Stichleitung zum Uw Mehrhoog |
| Neckarwestheim | 49° 2′ 34″ N, 9° 12′ 6″ O    | mit Sammelschiene |
| Nenndorf       | 53° 22′ 35″ N, 9° 54′ 13″ O  | mit Sammelschiene |
| Nitzahn        | 52° 27′ 35″ N, 12° 20′ 45″ O | mit Sammelschiene |
| Schönarts      | 49° 57′ 46″ N, 9° 49′ 8″ O   | Drei Trennschalter, ein Leistungsschalter und eine Sammelschiene, um den Abzweig Waigolshausen wahlweise auf einen der beiden Stromkreise Würzburg – Gemünden aufschalten zu können |

## Unterwerke
Ein Unterwerk übernimmt im System der Bahnenergieversorgung die Aufgabe der Bahnenergieverteilung und ist damit das Bindeglied zwischen einem vorgelagerten Hochspannungsnetz/der Bahnenergieübertragung bzw. der öffentlichen Energieversorgung und der Fahrleitungsanlage/der Bahnenergiezuführung. Unterwerke können Gleichrichterunterwerke (Gleichstrombahnen), Umspannwerke mit Landesfrequenz (Wechselstrombahnen mit Landesfrequenz), dezentrale Streckenumformer- oder Streckenumrichterwerke (dezentrale Bahnenergieversorgung mit Sonderfrequenz z. B. 16,7 Hz) oder Umspannwerke mit Sonderfrequenz (zentrale Bahnenergieversorgung mit Sonderfrequenz z. B. 16,7 Hz) sein.
Im Bereich der Vollbahnen auf dem Gebiet der Bundesrepublik Deutschland existieren
- ein Gleichrichterunterwerk auf der Bahnstrecke Oberhausen–Arnhem in Emmerich-Hüthum (51° 50′ 52″ N, 6° 12′ 41″ O),
- ein 50 Hz-Umspannwerk der Rübelandbahn in Blankenburg (Harz) (51° 48′ 31″ N, 10° 56′ 45″ O),
- 188 16,7 Hz-Umspannwerke und
- 15 Standorte mit dezentralen Streckenumformer- oder Streckenumrichterwerken. Unter diesen Standorten befinden sich 4 Standorte in Wolkramshausen (51° 26′ 19″ N, 10° 44′ 8″ O), Lübeck-Genin (53° 50′ 21″ N, 10° 39′ 14″ O), Doberlug-Kirchhain (51° 38′ 49″ N, 13° 34′ 51″ O) und Hof (50° 20′ 44″ N, 11° 55′ 0″ O)[32], an denen 50 Hz – 16,7 Hz Streckenumrichter im Parallelbetrieb mit 16,7 Hz-Umspannwerken des zentralen Netzes frequenzelastisch arbeiten. Dadurch entfallen die Phasentrennstellen in der Oberleitung, die sonst den Einspeisebereich eines dezentralen Streckenumformer- oder Streckenumrichterwerkes begrenzen.

Die folgende Tabelle zeigt alle 188 Standorte der 16,7-Hz-Umspannwerke in Deutschland. Diese unbesetzten Umspannwerke bestehen in der Regel aus 2 oder 3 Transformatoren mit Gesamtnennleistungen von 20 MVA bis 45 MVA, Schaltanlagen sowie leit- und schutztechnischen Einrichtungen (Sekundärtechnik, siehe Umspannwerk). Die Transformatoren übertragen die elektrische Leistung zwischen dem einphasigen, zweipoligen 110-kV-Verbundnetz der DB Energie GmbH und den Fahrleitungsanlagen der DB Netz AG bei gleichzeitiger galvanischer Trennung beider Netze und Spannungstransformation von 110 kV Nennspannung auf 15 kV Nennspannung (16,5 kV Speisespannung). Es findet in diesen Umspannwerken weder eine Umformung von Drehstrom in Bahnstrom noch eine Energieerzeugung statt.
Das Uw Schönefeld ist das einzige Unterwerk, das nicht direkt in die Oberleitung einspeist. Es entstand als Notlösung in Brandenburg an der Landesgrenze, nachdem die Planfeststellung der Fortführung der Bahnstromleitung zum ursprünglich geplanten Standort des Unterwerks in Berlin scheiterte. In der Tabelle sind als Besonderheit drei Schaltposten (Grünauer Kreuz, Halbe und München-Flughafen) aufgeführt, die über eine explizite 15-kV-Bahnstromleitung von einem Unterwerk gespeist werden.
Die Daten der Tabelle sind den bis 2014 jährlich erscheinenden Fachartikeln Elektrischer Betrieb bei der Deutschen Bahn(EB 2011) entnommen und wurden ab 2012 durch den jährlichen Infrastrukturzustands- und -entwicklungsbericht des Eisenbahn-Bundesamtes ergänzt. Dabei ist zu beachten, dass in den Fachartikeln die Unterwerke, welche sich in direkter Nachbarschaft zu Umformer- oder Umrichterwerken des zentralen 110-kV-Netzes befinden, graphisch nicht dargestellt sind.
Die nachfolgende Tabelle ist bezogen auf den aktuellen Stand vollständig. Der Infrastrukturzustands- und -entwicklungsbericht 2015 nennt eine Anzahl von 187 Unterwerken zum 31. Dezember 2015. Im Jahr 2016 wurde bisher nur das Uw Wolfsberg in Betrieb genommen. (Weitere Aktualisierungen der Tabelle erfolgten später.)
| Nr.   | Bezeichnung [Ortslage]                            | Koordinaten                  | Bemerkung |
| ----- | ------------------------------------------------- | ---------------------------- | --- |
| 1     | Uw Aalen [Essingen]                               | 48° 49′ 20″ N, 10° 2′ 31″ O  | |
| 56    | Uw Adelsheim                                      | 49° 24′ 57″ N, 9° 24′ 17″ O  | |
| 2     | Uw Almstedt                                       | 52° 1′ 53″ N, 9° 56′ 26″ O   | |
| 3     | Uw Amstetten                                      | 48° 34′ 8″ N, 9° 52′ 37″ O   | |
| 4     | Uw Appenweier                                     | 48° 32′ 37″ N, 7° 58′ 23″ O  | |
| 5     | Uw Aschaffenburg [Mainaschaff]                    | 49° 59′ 8″ N, 9° 5′ 33″ O    | seit 2010 mit benachbartem Umrichterwerk |
| 6     | Uw Augsburg                                       | 48° 23′ 54″ N, 10° 52′ 0″ O  | |
| 184   | Uw Bachstedt [Markvippach]                        | 51° 3′ 18″ N, 11° 11′ 32″ O  | erbaut im Zuge der Neubaustrecke Erfurt – Leipzig/Halle, Inbetriebnahme 2013 oder 2014 |
| 7     | Uw Bad Reichenhall                                | 47° 44′ 51″ N, 12° 54′ 9″ O  | mit benachbartem Kraftwerk; nur mit einem Stromkreis angebunden |
| 8     | Uw Baden-Baden [OT Steinbach]                     | 48° 44′ 3″ N, 8° 8′ 49″ O    | |
| 9     | Uw Barnstorf                                      | 52° 42′ 26″ N, 8° 30′ 40″ O  | |
| 10    | Uw Bebra                                          | 50° 58′ 32″ N, 9° 47′ 23″ O  | |
| 11    | Uw Bengel                                         | 50° 0′ 34″ N, 7° 3′ 23″ O    | |
| 12    | Uw Berlin-Karow                                   | 52° 36′ 30″ N, 13° 27′ 30″ O | |
| 13    | Uw Schönefeld                                     | 52° 23′ 39″ N, 13° 31′ 3″ O  | einziges Unterwerk ohne Einspeisung in die Oberleitung; Ersatz für Unterwerk Grünauer Kreuz; speist nun über 15-kV-Erdkabel den Sp Grünauer Kreuz, Inbetriebnahme 2013, 3 Transformatoren mit je 15 MVA                                                                            |
| 14    | Uw Biblis                                         | 49° 41′ 3″ N, 8° 26′ 39″ O   | |
| 15    | Uw Bingen (Rhein)                                 | 49° 57′ 16″ N, 7° 56′ 54″ O  | speist in linke und rechte Rheinstrecke ein (Rhein-Querung der 15-kV-Speiseleitungen per Erdkabel). |
| 16    | Uw Böhla [Priestewitz OT Baßlitz]                 | 51° 14′ 8″ N, 13° 32′ 44″ O  | speist auch in Bahnstrecke Leipzig–Dresden ein (die 15-kV-Speiseleitungen liegen auf den gleichen Masten wie die 110-kV-Bahnstromleitung Richtung Westen) |
| 17    | Uw Boizenburg (Elbe)                              | 53° 23′ 29″ N, 10° 43′ 58″ O | |
| 18    | Uw Borken                                         | 51° 3′ 7″ N, 9° 17′ 1″ O     | mit benachbartem Umformerwerk |
| 19    | Uw Borne (bei Belzig)                             | 52° 6′ 40″ N, 12° 32′ 28″ O  | |
| 20    | Uw Braunschweig [Cremlingen OT Weddel]            | 52° 16′ 9″ N, 10° 38′ 24″ O  | Neubau 2023, zwei Umspanner 15 MW ABB |
| 21    | Uw Buchholz                                       | 53° 19′ 20″ N, 9° 51′ 44″ O  | Ersatzneubau geplant |
| 22    | Uw Burgweinting [Regensburg]                      | 48° 58′ 53″ N, 12° 9′ 13″ O  | |
| 23    | Uw Chemnitz                                       | 50° 51′ 44″ N, 12° 56′ 21″ O | früher mit benachbartem Umformerwerk |
| 24    | Uw Denkendorf                                     | 48° 56′ 19″ N, 11° 27′ 19″ O | Im Zuge der 2006 eröffneten Schnellfahrstrecke Nürnberg–Ingolstadt neu errichtet. |
| 25    | Uw Donauwörth                                     | 48° 42′ 58″ N, 10° 45′ 43″ O | |
| 185   | Uw Dörstewitz [Schkopau]                          | 51° 23′ 35″ N, 11° 54′ 16″ O | erbaut im Zuge der Neubaustrecke Erfurt – Leipzig/Halle, Inbetriebnahme 2014 |
| 26    | Uw Dortmund [OT Dorstfeld]                        | 51° 30′ 38″ N, 7° 24′ 3″ O   | |
| 27    | Uw Dortmund-Scharnhorst                           | 51° 32′ 14″ N, 7° 31′ 57″ O  | |
| 28    | Uw Dresden-Niedersedlitz                          | 50° 59′ 40″ N, 13° 50′ 6″ O  | mit benachbartem Umformerwerk |
| 29    | Uw Dresden-Stetzsch                               | 51° 4′ 35″ N, 13° 39′ 36″ O  | |
| (-)   | fUw Drohne                                        | 52° 25′ 31″ N, 8° 19′ 44″ O  | |
| 30    | Uw Duisburg                                       | 51° 24′ 45″ N, 6° 47′ 33″ O  | |
| 31    | Uw Düsseldorf-Gerresheim                          | 51° 13′ 18″ N, 6° 50′ 11″ O  | |
| 32    | Uw Ebensfeld                                      | 50° 5′ 0″ N, 10° 57′ 41″ O   | |
| 33    | Uw Eggolsheim                                     | 49° 45′ 10″ N, 11° 3′ 27″ O  | |
| 34    | Uw Ehringhausen                                   | 51° 39′ 50″ N, 8° 26′ 39″ O  | |
| 35    | Uw Eichenberg                                     | 51° 22′ 34″ N, 9° 55′ 31″ O  | |
| 36    | Uw Eilenburg                                      | 51° 26′ 48″ N, 12° 37′ 8″ O  | |
| 187   | Uw Eischleben [Arnstadt]                          | 50° 52′ 23″ N, 10° 59′ 27″ O | neues Unterwerk im Zuge der Neubaustrecke Erfurt – Ebensfeld; Inbetriebnahme 2015 |
| 37    | Uw Eisenach                                       | 50° 57′ 51″ N, 10° 22′ 19″ O | |
| 38    | Uw Elmshorn                                       | 53° 45′ 45″ N, 9° 39′ 17″ O  | |
| 39    | Uw Elsfleth                                       | 53° 16′ 52″ N, 8° 28′ 26″ O  | |
| 40    | Uw Emden                                          | 53° 21′ 30″ N, 7° 13′ 11″ O  | nur mit einem Stromkreis angebunden |
| 41    | Uw Emskirchen                                     | 49° 33′ 30″ N, 10° 41′ 43″ O | |
| 42    | Uw Essen                                          | 51° 27′ 24″ N, 7° 1′ 39″ O   | |
| 43    | Uw Eutingen                                       | 48° 28′ 47″ N, 8° 46′ 44″ O  | |
| 44    | Uw Eystrup                                        | 52° 47′ 32″ N, 9° 13′ 45″ O  | |
| 45    | Uw Fallersleben                                   | 52° 25′ 16″ N, 10° 40′ 30″ O | Zwei Trafos 15 MW |
| 46    | Uw Finnentrop                                     | 51° 10′ 3″ N, 7° 58′ 1″ O    | |
| 47    | Uw Flieden                                        | 50° 25′ 8″ N, 9° 34′ 18″ O   | |
| 48    | Uw Flörsheim                                      | 50° 0′ 17″ N, 8° 24′ 54″ O   | speist auch in die Mainbahn ein (die 15-kV-Speiseleitungen queren den Main und liegen auf dem gleichen Masten wie die 110-kV-Bahnstromleitung Richtung Süden) |
| 49    | Uw Frankfurt-Höchst                               | 50° 6′ 12″ N, 8° 33′ 28″ O   | |
| 50    | Uw Frankfurt-Rödelheim                            | 50° 8′ 29″ N, 8° 35′ 49″ O   | speist auch in die Kronberger Bahn ein (die 15-kV-Speiseleitungen liegen auf dem gleichen Masten wie die 110-kV-Bahnstromleitung Richtung Süden (sowie teilweise eine 380-kV-Leitung))                                                                                             |
| 51    | Uw Freiburg (Breisgau)                            | 47° 58′ 52″ N, 7° 49′ 41″ O  | |
| 52    | Uw Freihalden                                     | 48° 22′ 56″ N, 10° 30′ 19″ O | Inbetriebnahme 2012. Ersetzt das fahrbare Unterwerk im Uw Gabelbach |
| 53    | Uw Friedberg                                      | 50° 19′ 28″ N, 8° 46′ 25″ O  | |
| 54    | Uw Fronhausen (Lahn)                              | 50° 41′ 55″ N, 8° 41′ 53″ O  | |
| 55    | Uw Fulda                                          | 50° 32′ 40″ N, 9° 41′ 28″ O  | |
| (-)   | Uw Gabelbach [Zusmarshausen]                      | 48° 22′ 45″ N, 10° 33′ 35″ O | fahrbares Unterwerk; Standort des fUw 32 von 1991 bis 2012-02; ersetzt durch Uw Freihalden. |
| 57    | Uw Garßen [Celle]                                 | 52° 40′ 30″ N, 10° 7′ 44″ O  | Zwei Hermetiktrafos Fa. areva |
| 58    | Uw Geisenbrunn [Gilching OT Geisenbrunn]          | 48° 6′ 29″ N, 11° 19′ 51″ O  | |
| 59    | Uw Geltendorf                                     | 48° 6′ 21″ N, 11° 1′ 48″ O   | nur mit einem Stromkreis angebunden |
| 60    | Uw Gemünden (Main)                                | 50° 3′ 35″ N, 9° 40′ 38″ O   | |
| (-)   | Uw Gera                                           | 50° 54′ 0″ N, 12° 3′ 54″ O   | geplant, Raumordnung wurde im Juni 2022 abgeschlossen |
| 61    | Uw Genshagener Heide [Großbeeren]                 | 52° 20′ 5″ N, 13° 16′ 38″ O  | |
| 62    | Uw Golm                                           | 52° 24′ 10″ N, 12° 58′ 8″ O  | |
| 63    | Uw Gößnitz                                        | 50° 54′ 7″ N, 12° 25′ 59″ O  | |
| (-)   | Uw Gößnitz (alt)                                  | 50° 52′ 36″ N, 12° 25′ 10″ O | |
| 64    | Uw Grafing                                        | 48° 2′ 53″ N, 11° 56′ 12″ O  | nur mit einem Stromkreis angebunden |
| 65    | Uw Grönhart [Treuchtlingen]                       | 48° 59′ 29″ N, 10° 55′ 48″ O | 2020 an Privat verkauft |
| 66    | Uw Großheringen                                   | 51° 6′ 22″ N, 11° 39′ 19″ O  | |
| 67    | Uw Großkorbetha                                   | 51° 15′ 12″ N, 12° 1′ 14″ O  | |
| (13)  | Sp Grünauer Kreuz [Berlin]                        | 52° 25′ 31″ N, 13° 33′ 42″ O | wegen fehlendem Netzanschluss (Proteste gegen Bahnstromfreileitung) nicht als Unterwerk in Betrieb gesetzt; Rückbau zum Schaltposten; Umsetzung der 110-kV-Schaltanlage und der Transformatoren ins Uw Berlin-Schönefeld; 15-kV-Verbindungsleitung zwischen Uw und Sp als Erdkabel |
| 68    | Uw Güsen (Güsen)                                  | 52° 20′ 7″ N, 11° 58′ 42″ O  | zwei AEG Einphasen-Transformatoren, Leistung je 15000 kVA, railway:ref ILGSN Bilder |
| 69    | Uw Hagen (Hagen-Hengstey)                         | 51° 24′ 32″ N, 7° 27′ 43″ O  | zwei von acht Stromkreisen als Erdkabel (400 m) zugeführt, um andere Freileitungen besser kreuzen zu können |
| (-)   | Uw Hahn                                           | 53° 17′ 42″ N, 8° 9′ 52″ O   | in Planung; neues Unterwerk im Zuge der Elektrifizierung der Ausbaustrecke Oldenburg – Wilhelmshaven |
| (122) | Sp Halbe                                          | 52° 6′ 58″ N, 13° 41′ 34″ O  | kein eigenständiges Unterwerk, Schaltposten Halbe wird gespeist durch 15-kV-Freileitung vom Uw Neuhof |
| 70    | Uw Haltingen                                      | 47° 36′ 19″ N, 7° 36′ 40″ O  | mit Kuppelumspanner 132 kV (SBB) / 110 kV (DB); galvanische Trennung zum Netz der SBB |
| 71    | Uw Hamburg-Harburg                                | 53° 26′ 57″ N, 10° 0′ 2″ O   | mit benachbartem Umformerwerk |
| 72    | Uw Hameln [Bad Münder OT Hasperde]                | 52° 8′ 26″ N, 9° 26′ 43″ O   | |
| 73    | Uw Haren (Ems)                                    | 52° 47′ 2″ N, 7° 18′ 4″ O    | |
| 74    | Uw Heeren                                         | 52° 34′ 28″ N, 11° 52′ 5″ O  | |
| 75    | Uw Herbolzheim (Breisgau)                         | 48° 13′ 58″ N, 7° 46′ 9″ O   | |
| 76    | Uw Herchen [Windeck]                              | 50° 46′ 11″ N, 7° 31′ 19″ O  | |
| 77    | Uw Holzkirchen                                    | 47° 53′ 0″ N, 11° 41′ 56″ O  | |
| 78    | Uw Ihringshausen [Fuldatal OT Ihringshausen]      | 51° 21′ 7″ N, 9° 32′ 14″ O   | |
| 188   | Uw Wolfsberg                                      | 50° 41′ 17″ N, 10° 59′ 54″ O | früherer Arbeitsname war Ilmenau; neues Unterwerk im Zuge der Neubaustrecke Erfurt – Ebensfeld; Inbetriebnahme 2016 |
| 79    | Uw Ingolstadt                                     | 48° 46′ 48″ N, 11° 25′ 34″ O | |
| 80    | Uw Jübek                                          | 54° 33′ 25″ N, 9° 24′ 35″ O  | bis 2011 mit benachbartem Umrichterwerk |
| 81    | Uw Kaiserslautern                                 | 49° 26′ 16″ N, 7° 42′ 19″ O  | |
| 82    | Uw Karlsruhe                                      | 48° 58′ 49″ N, 8° 22′ 34″ O  | mit benachbartem Umformerwerk |
| 83    | Uw Karthaus [Konz]                                | 49° 42′ 28″ N, 6° 35′ 28″ O  | |
| 84    | Uw Kirchheim                                      | 50° 52′ 40″ N, 9° 35′ 13″ O  | |
| 85    | Uw Kirchmöser                                     | 52° 22′ 55″ N, 12° 24′ 36″ O | Ausgangspunkt der einzigen Bahnstromleitung mit drei Stromkreisen zum Kw Kirchmöser |
| 86    | Uw Klebitz                                        | 51° 56′ 29″ N, 12° 50′ 4″ O  | |
| 87    | Uw Koblenz                                        | 50° 23′ 12″ N, 7° 33′ 52″ O  | alle vier Stromkreise als Erdkabel (500 m) zugeführt, um andere Freileitungen besser kreuzen zu können; die neu entstehende Bahnstromleitung nach Bengel wird allerdings oberirdisch eingebunden und unterquert die genannten Freileitungen                                        |
| 88    | Uw Köln                                           | 50° 54′ 14″ N, 7° 2′ 55″ O   | mit benachbartem Umrichterwerk |
| 89    | Uw Köln-Mülheim                                   | 50° 58′ 21″ N, 7° 1′ 7″ O    | |
| 90    | Uw Körle                                          | 51° 10′ 51″ N, 9° 31′ 48″ O  | |
| 91    | Uw Kraichtal                                      | 49° 5′ 24″ N, 8° 43′ 55″ O   | |
| 92    | Uw Kreiensen                                      | 51° 50′ 54″ N, 9° 58′ 11″ O  | Bahnstromrückleiter zur Schnellfahrstrecke Hannover–Würzburg als Freileitung mit Vierer-Bündeln (die Rückleiter liegen auf den gleichen Masten wie die 110-kV-Bahnstromleitung Richtung Osten)                                                                                     |
| (-)   | fUw Kyhna                                         | 51° 30′ 43″ N, 12° 16′ 50″ O | ersetzt durch Uw Niemberg |
| 93    | Uw Landshut                                       | 48° 32′ 48″ N, 12° 6′ 31″ O  | größte 110-kV-Schaltanlage mit 12 Stromkreisen und 2 Transformatoren |
| 94    | Uw Langenfeld                                     | 51° 6′ 12″ N, 6° 56′ 15″ O   | |
| 95    | Uw Leer                                           | 53° 12′ 48″ N, 7° 27′ 53″ O  | |
| 96    | Uw Lehrte                                         | 52° 22′ 54″ N, 9° 57′ 20″ O  | mit benachbartem Umrichterwerk und Umformerwerk, 4 Transformatoren, 1 Erdschlusslöschspule |
| 97    | Uw Leipzig-Wahren                                 | 51° 22′ 55″ N, 12° 18′ 47″ O | |
| 98    | Uw Leonberg                                       | 48° 47′ 35″ N, 8° 58′ 28″ O  | |
| 99    | Uw Limburg (Lahn)                                 | 50° 22′ 45″ N, 8° 5′ 59″ O   | |
| 100   | Uw Löhne (Westf)                                  | 52° 11′ 42″ N, 8° 42′ 35″ O  | |
| 101   | Uw Lüneburg                                       | 53° 16′ 1″ N, 10° 24′ 42″ O  | |
| 102   | Uw Magdeburg                                      | 52° 9′ 12″ N, 11° 39′ 35″ O  | |
| 103   | Uw Mainbernheim                                   | 49° 42′ 0″ N, 10° 12′ 39″ O  | |
| 104   | Uw Mannheim [OT Friedrichsfeld]                   | 49° 26′ 27″ N, 8° 33′ 43″ O  | Einspeisung des Bahnstroms aus dem Grosskraftwerk Mannheim |
| 105   | Uw Markt Bibart                                   | 49° 38′ 48″ N, 10° 25′ 24″ O | |
| 106   | Uw Markt Schwaben                                 | 48° 11′ 6″ N, 11° 50′ 59″ O  | |
| 107   | Uw Marl                                           | 51° 39′ 42″ N, 7° 10′ 45″ O  | früher mit benachbartem Umformerwerk |
| 108   | Uw Meckesheim                                     | 49° 19′ 45″ N, 8° 48′ 19″ O  | |
| 109   | Uw Mehrhoog [Hamminkeln]                          | 51° 44′ 55″ N, 6° 29′ 57″ O  | der Abzweig zum Uw kann im Sw Kirchhellen gesondert abgeschaltet werden |
| (-)   | Uw Merklingen                                     | 48° 31′ 27″ N, 9° 43′ 46″ O  | neues Unterwerk im Zuge der Neubaustrecke Wendlingen–Ulm. In Betrieb seit Januar 2022, 2x15 MW, vorbereitet für einen dritten Trafo |
| 110   | Uw Montabaur                                      | 50° 26′ 43″ N, 7° 49′ 13″ O  | |
| 111   | Uw Mörlach                                        | 49° 11′ 57″ N, 11° 14′ 24″ O | Im Zuge der 2006 eröffneten Schnellfahrstrecke Nürnberg–Ingolstadt neu errichtet. |
| 112   | Uw Mottgers [Sinntal]                             | 50° 16′ 43″ N, 9° 39′ 21″ O  | |
| (-)   | Uw Mühlacker (alt)                                | 48° 57′ 6″ N, 8° 50′ 15″ O   | bis 2004 Unterwerk, anschließend Rückbau des Unterwerks und des 110-kV-Bahnleitungs-Abzweigs, seit 2005 Schaltposten Sp Mühlacker(EB 2005) |
| 113   | Uw Muldenstein [Muldestausee OT Friedersdorf]     | 51° 39′ 30″ N, 12° 21′ 0″ O  | früher mit benachbartem Kraftwerk |
| 114   | Uw Müllheim (Baden)                               | 47° 48′ 20″ N, 7° 35′ 44″ O  | |
| (-)   | fUw Mühlanger (alt)                               | 51° 51′ 2″ N, 12° 45′ 54″ O  | fahrbares Unterwerk (fUw) Mühlanger, zwei fahrbare frequenzelastische 7,5-MW-Umformer, in Betrieb bis 2002, ersetzt durch Uw Klebitz(EB 2002, 2003) |
| (140) | Sp München-Flughafen [Hallbergmoos]               | 48° 20′ 58″ N, 11° 44′ 12″ O | kein eigenständiges Unterwerk, Schaltposten München-Flughafen wird gespeist durch 15-kV-Freileitung vom Uw Pulling |
| (-)   | Us München-Freimann (alt)                         | 48° 11′ 56″ N, 11° 36′ 30″ O | ehemaliger Umspanner (Us) für den Rollenprüfstand im Ausbesserungswerk München-Freimann, kein Streckenunterwerk, Stilllegung Rollenprüfstand und Umspanner im Jahr 2005(EB 2006)                                                                                                   |
| 115   | Uw München-Ost [OT Zamdorf]                       | 48° 8′ 13″ N, 11° 39′ 2″ O   | |
| 116   | Uw München-Pasing                                 | 48° 9′ 8″ N, 11° 26′ 40″ O   | |
| 117   | Uw Münster (Westf)                                | 51° 55′ 25″ N, 7° 38′ 5″ O   | |
| 118   | Uw Murnau                                         | 47° 41′ 19″ N, 11° 11′ 33″ O | |
| (-)   | Uw Nabern [Dettingen unter Teck]                  | 48° 37′ 46″ N, 9° 27′ 55″ O  | neues Unterwerk im Zuge der Neubaustrecke Wendlingen–Ulm; in Betrieb seit Januar 2022, 2x15 MW |
| 119   | Uw Nannhofen [Mammendorf]                         | 48° 12′ 58″ N, 11° 11′ 20″ O | |
| 120   | Uw Neckarelz                                      | 49° 20′ 21″ N, 9° 7′ 0″ O    | Ausgangspunkt von einem von zwei Abschnitten einer Bahnstromleitung mit sechs Stromkreisen, ursprüngliches Unterwerk Baujahr 1970er Jahre, Ersatzneubau im Jahr 2015 |
| 121   | Uw Neudietendorf [Nesse-Apfelstädt OT Apfelstädt] | 50° 54′ 29″ N, 10° 53′ 38″ O | |
| 122   | Uw Neuhof [Zossen]                                | 52° 8′ 3″ N, 13° 28′ 49″ O   | speist in Bahnstrecke Berlin-Elsterwerda(-Dresden) ein und über 15-kV-Freileitung den Sp Halbe an der Bahnstrecke Berlin–Görlitz |
| 123   | Uw Neumarkt (Oberpfalz)                           | 49° 16′ 6″ N, 11° 27′ 45″ O  | |
| 124   | Uw Neumünster                                     | 54° 6′ 33″ N, 9° 56′ 49″ O   | seit 2014 (geplant) mit benachbartem Umrichterwerk; Inbetriebnahme 2015 als zentrales Umrichterwerk Leistung 2×35 MVA |
| 125   | Uw Neu-Ulm                                        | 48° 23′ 52″ N, 10° 1′ 18″ O  | mit benachbartem Umformerwerk |
| 126   | Uw Niedernhausen (Taunus)                         | 50° 9′ 24″ N, 8° 19′ 9″ O    | |
| 127   | Uw Niemberg [Landsberg]                           | 51° 33′ 33″ N, 12° 6′ 10″ O  | |
| 128   | Uw Nörten-Hardenberg                              | 51° 38′ 21″ N, 9° 56′ 12″ O  | Ausgangspunkt von einem von zwei Abschnitten einer Bahnstromleitung mit sechs Stromkreisen |
| 129   | Uw Nürnberg                                       | 49° 25′ 22″ N, 11° 0′ 30″ O  | mit benachbartem Umrichterwerk; 3 Transformatoren mit je 15 MVA |
| (-)   | Uw Nürnberg-Stein (alt)                           | 49° 25′ 47″ N, 11° 0′ 19″ O  | mit benachbartem ehemaligem Umformerwerk; Außerbetriebnahme 2012 |
| 130   | Uw Oberdachstetten                                | 49° 25′ 3″ N, 10° 25′ 31″ O  | |
| 131   | Uw Oelde                                          | 51° 49′ 31″ N, 8° 7′ 27″ O   | |
| 132   | Uw Offenbach (Main)                               | 50° 6′ 13″ N, 8° 47′ 17″ O   | |
| (-)   | Uw Offenburg (alt)                                | 48° 27′ 30″ N, 7° 55′ 10″ O  | ersetzt durch Uw Appenweier |
| 133   | Uw Orscheid [Bad Honnef OT Aegidienberg]          | 50° 39′ 18″ N, 7° 19′ 24″ O  | |
| 134   | Uw Osnabrück                                      | 52° 15′ 56″ N, 8° 7′ 4″ O    | |
| 135   | Uw Osterburken                                    | 49° 24′ 57″ N, 9° 24′ 17″ O  | |
| 136   | Uw Plattling                                      | 48° 46′ 49″ N, 12° 51′ 8″ O  | |
| 137   | Uw Plochingen                                     | 48° 43′ 8″ N, 9° 23′ 31″ O   | |
| 138   | Uw Pretzier                                       | 52° 49′ 49″ N, 11° 16′ 49″ O | |
| 139   | Uw Priort [Wustermark]                            | 52° 32′ 27″ N, 12° 58′ 26″ O | Lage südlich des ehemaligen dezentralen Umformerwerks Wustermark |
| 140   | Uw Pulling [Freising]                             | 48° 22′ 12″ N, 11° 42′ 50″ O | speist über 15-kV-Freileitung den Schaltposten München-Flughafen |
| 141   | Uw Rathenow                                       | 52° 35′ 26″ N, 12° 16′ 39″ O | |
| 142   | Uw Remagen                                        | 50° 34′ 6″ N, 7° 14′ 35″ O   | speist in linke und rechte Rheinstrecke ein (Rhein-Querung der 15-kV-Speiseleitungen auf den gleichen Masten wie die 110-kV-Bahnstromleitung Richtung Osten). |
| 143   | Uw Rethen (Leine) [Laatzen]                       | 52° 16′ 1″ N, 9° 50′ 7″ O    | Vollunterwerk mit großer 110KV Schaltanlage. 2 Transformatoren 110KV/15KV . |
| 144   | Uw Riesa                                          | 51° 18′ 41″ N, 13° 16′ 0″ O  | |
| 145   | Uw Ritterhude                                     | 53° 11′ 37″ N, 8° 45′ 47″ O  | |
| 146   | Uw Rohrbach [Karlstadt am Main]                   | 49° 58′ 59″ N, 9° 42′ 13″ O  | |
| 147   | Uw Röhrmoos                                       | 48° 19′ 24″ N, 11° 26′ 49″ O | |
| 148   | Uw Rosenheim                                      | 47° 50′ 44″ N, 12° 7′ 58″ O  | |
| 149   | Uw Rotenburg (Wümme)                              | 53° 6′ 28″ N, 9° 21′ 6″ O    | Inbetriebnahme 2012 |
| (-)   | Uw Rotenburg (alt)                                | 53° 6′ 26″ N, 9° 21′ 17″ O   | Außerbetriebnahme 2013 |
| (-)   | Uw Roth [Schalkau]                                | 50° 22′ 57″ N, 11° 2′ 13″ O  | neues Unterwerk im Zuge der Neubaustrecke Erfurt – Ebensfeld am Nordportal des Tunnel Müß Ebensfeld |
| (-)   | Rothenstein (alt)                                 | 50° 50′ 27″ N, 11° 35′ 43″ O | 1940 Inbetriebnahme, 1946 Demontage |
| 150   | Uw Rottweil                                       | 48° 7′ 56″ N, 8° 39′ 18″ O   | |
| 151   | Uw Rudersdorf (Kr. Siegen) [Wilnsdorf]            | 50° 50′ 4″ N, 8° 8′ 58″ O    | |
| 152   | Uw Saalfeld (Saale)                               | 50° 38′ 42″ N, 11° 22′ 35″ O | |
| 153   | Uw Saarbrücken                                    | 49° 14′ 38″ N, 6° 58′ 40″ O  | mit benachbartem Umformerwerk |
| 154   | Uw Salzbergen                                     | 52° 19′ 42″ N, 7° 20′ 39″ O  | |
| 186   | Uw Saubachtal [Finneland OT Saubach]              | 51° 12′ 20″ N, 11° 32′ 33″ O | erbaut im Zuge der Neubaustrecke Erfurt – Leipzig/Halle, Inbetriebnahme 2013 oder 2014 |
| 155   | Uw Schwäbisch Hall-Hessental                      | 49° 5′ 58″ N, 9° 46′ 36″ O   | |
| 156   | Uw Siegburg                                       | 50° 47′ 23″ N, 7° 12′ 30″ O  | |
| 157   | Uw Sindorf [Kerpen]                               | 50° 53′ 35″ N, 6° 39′ 15″ O  | |
| 158   | Uw Singen (Hohentwiel)                            | 47° 45′ 29″ N, 8° 52′ 54″ O  | mit Kuppelumspanner 132 kV (SBB) / 110 kV (DB); galvanische Trennung zum Netz der SBB; ehemaliger Standort eines fahrbaren Umformerwerks |
| 159   | Uw Solpke                                         | 52° 30′ 2″ N, 11° 17′ 43″ O  | |
| 160   | Uw Sommerau [St. Georgen im Schwarzwald]          | 48° 7′ 39″ N, 8° 18′ 41″ O   | |
| 161   | Uw Steinbach am Wald                              | 50° 26′ 10″ N, 11° 22′ 51″ O | |
| 162   | Uw Stolberg (Rheinland)                           | 50° 47′ 29″ N, 6° 12′ 6″ O   | |
| 163   | Uw Stuttgart [OT Zazenhausen]                     | 48° 50′ 40″ N, 9° 11′ 3″ O   | speist auch in die Frankenbahn ein (die 15-kV-Speiseleitungen liegen auf den gleichen Masten wie die 110-kV-Bahnstromleitung Richtung Westen) |
| 164   | Uw Stuttgart-Rohr                                 | 48° 42′ 50″ N, 9° 6′ 36″ O   | |
| 165   | Uw Traunstein                                     | 47° 52′ 6″ N, 12° 37′ 42″ O  | 110-kV-16,7-Hz-Bahnstromleitung zum Uw Steindorf (ÖBB, Österreich) ohne galvanische Trennung |
| 166   | Uw Uelzen                                         | 52° 57′ 50″ N, 10° 32′ 37″ O | |
| 167   | Uw Urbach (Westerwald)                            | 50° 33′ 15″ N, 7° 34′ 26″ O  | |
| 168   | Uw Vaihingen/Enz                                  | 48° 56′ 35″ N, 8° 57′ 58″ O  | |
| 169   | Uw Wächtersbach                                   | 50° 14′ 44″ N, 9° 17′ 18″ O  | |
| 170   | Uw Waiblingen                                     | 48° 49′ 31″ N, 9° 17′ 51″ O  | einziges Unterwerk mit gasisolierter 110-kV-Innenraum-Schaltanlage |
| 171   | Uw Waigolshausen                                  | 49° 58′ 1″ N, 10° 6′ 59″ O   | nur mit einem Stromkreis angebunden |
| 172   | Uw Warburg                                        | 51° 29′ 50″ N, 9° 8′ 58″ O   | |
| 173   | Uw Weimar                                         | 50° 59′ 27″ N, 11° 20′ 34″ O | früher mit benachbartem Umformerwerk |
| 174   | Uw Weiterstadt [OT Braunshardt]                   | 49° 54′ 38″ N, 8° 34′ 29″ O  | |
| 175   | Uw Werdau [OT Leubnitz]                           | 50° 43′ 11″ N, 12° 22′ 11″ O | |
| 176   | Uw Wickrath [OT Hahn]                             | 51° 7′ 15″ N, 6° 23′ 44″ O   | |
| 177   | Uw Wiesbaden Ost                                  | 50° 1′ 52″ N, 8° 15′ 59″ O   | |
| 178   | Uw Wiesental                                      | 49° 13′ 19″ N, 8° 29′ 48″ O  | |
| 179   | Uw Wolfratshausen                                 | 47° 54′ 30″ N, 11° 25′ 32″ O | |
| 180   | Uw Wörsdorf [Idstein]                             | 50° 14′ 9″ N, 8° 14′ 51″ O   | |
| 181   | Uw Wunstorf                                       | 52° 24′ 56″ N, 9° 28′ 58″ O  | Drei Trafos 110/15kv |
| 182   | Uw Würzburg                                       | 49° 48′ 6″ N, 9° 53′ 52″ O   | |
| 183   | Uw Wurzen                                         | 51° 21′ 47″ N, 12° 44′ 45″ O | |
| (-)   | Zapfendorf (alt)                                  | 50° 1′ 33″ N, 10° 56′ 29″ O  | stillgelegt, Außerbetriebnahme vor 2001, ersetzt durch Uw Eggolsheim |